# Chałajidowe
Chałajidowe (ukr. Халаїдове) – wieś na Ukrainie, w obwodzie czerkaskim, w rejonie humańskim, w hromadzie Monastyryszcze. W 2001 liczyła 888 mieszkańców, spośród których 868 wskazało jako ojczysty język ukraiński, 14 rosyjski, a 6 mołdawski.